# Liste des vice-présidents de la république du Kenya
Liste des vice-présidents de la république du Kenya depuis son indépendance le 12 décembre 1963 :
- Oginga Odinga, 12 décembre 1964 - mai 1966 ;
- Joseph Murumbi, mai 1966 - 1967 ;
- Daniel arap Moi, 1967 - 22 août 1978 ;
- Mwai Kibaki, 14 octobre 1978 - 1988 ;
- Josephat Karanja, 1988 - mai 1989 ;
- George Saitoti, mai 1989 - décembre 1997 ;
- George Saitoti, avril 1999 - 30 août 2002 ;
- Musalia Mudavadi, 4 novembre 2002 - 30 décembre 2002 ;
- Michael Wamalwa Kijana, 3 janvier 2003 - 23 août 2003 ;
- Moody Awori, 25 septembre 2003 - 9 janvier 2008 ;
- Kalonzo Musyoka, 9 janvier 2008 - 9 avril 2013
- William Ruto, 9 avril 2013 - 13 septembre 2022
- Rigathi Gachagua, 13 septembre 2022 - 17 octobre 2024
- Kithure Kindiki (en), depuis le 18 octobre 2024